# Liste öffentlicher Kneipp-Anlagen im Landkreis Ludwigsburg
In der Liste öffentlicher Kneipp-Anlagen im Landkreis Ludwigsburg sind öffentliche Kneipp-Anlagen für Orte, die zum Landkreis Ludwigsburg in Baden-Württemberg gehören, aufgeführt. Sie ist primär nach Orten sortiert, unabhängig davon, ob es sich um Ortsteile, Gemeinden oder Städte handelt. Kneipp-Anlagen können laut Kneipp-Bund in Form von Wassertretanlagen oder Armbecken vorliegen und unterliegen grundsätzlich nicht der Trinkwasserverordnung. Kneipp-Anlagen werden häufig künstlich angelegt. Daneben gibt es in den natürlichen Verlauf von Fließgewässern eingebettete Wassertretstellen. Kneippen ist eine Behandlungsmethode der Hydrotherapie, die auf der Grundlage von Sebastian Kneipp angewendet wird. Hierbei wird in kaltem Wasser auf der Stelle geschritten. In Armbecken werden die Arme bis zur Mitte der Oberarme ins kalte Wasser getaucht. Die Liste erhebt keinen Anspruch auf Vollständigkeit.

## Kneipp-Anlagen im Landkreis Ludwigsburg
Derzeit sind im Landkreis Ludwigsburg vier öffentliche Kneipp-Anlagen erfasst (Stand: 8. Juni 2021):
| Bild             | Ort          | Beschreibung                                                                                  | ↴ Zufluss / ↳ Abfluss | Standort |
| ---------------- | ------------ | --------------------------------------------------------------------------------------------- | --------------------- | -------- |
| (weitere Bilder) | Hoheneck     | Die Kneipp-Anlage liegt am Neckar in Ludwigsburg-Hoheneck in der Nähe des Heilbades Hoheneck. |                       | ⊙        |
|                  | Murr         | Die Kneipp-Anlage befindet sich beim Wasserhochbehälter Lug in der Nähe der Sportplätze.      |                       | ⊙        |
|                  | Oberstenfeld | Die Kneipp-Anlage Oberstenfeld am Waldrand nahe der Krugeiche.                                |                       | ⊙        |
|                  | Riet         | Die Kneipp-Anlage Vaihingen(Enz)-Riet liegt am Strudelbach.                                   | ↴↳ Strudelbach        | ⊙        |